# David Quiroz
Mario David Quiroz Villón (ur. 8 września 1982 w Guayaquil) – ekwadorski piłkarz występujący na pozycji pomocnika. Obecnie występuje w drużynie Deportivo Quito.

## Kariera klubowa
David Quiroz jest wychowankiem zespołu CD El Nacional. W pierwszej drużynie występował od sezonu 2001. W latach 2005 i 2006 wywalczył z tym klubem mistrzostwo Ekwadoru. W 2008 został wypożyczony do zespołu Barcelona SC. Od 2009 występuje w barwach ekipy Emelec Guayaquil.

### Sukcesy

#### CD El Nacional
- Zwycięstwo
  - Serie A: 2005, 2006

## Kariera reprezentacyjna
David Quiroz w reprezentacji Ekwadoru zadebiutował w 2004. Trzy lata później został powołany na Copa América 2007, gdzie jego zespół zajął ostatnie miejsce w grupie. On zaś nie rozegrał na tym turnieju ani jednego meczu.

### Statystyki reprezentacyjne
| Reprezentacja | Rok  | Mecze | Gole |
| ------------- | ---- | ----- | ---- |
| Ekwador       | 2010 | 4     | 0    |
| Ekwador       | 2009 | 2     | 0    |
| Ekwador       | 2008 | 2     | 0    |
| Ekwador       | 2007 | 7     | 0    |
| Ekwador       | 2005 | 6     | 0    |
| Ekwador       | 2004 | 3     | 0    |

Ostatnia aktualizacja: 24 lutego 2011.